# Wilhelm Piec
Wilhelm Piec (* 2. November 1915 als Wilhelm Pietz in Lipine, preußische Provinz Schlesien; † 4. April 1954 in Świętochłowice, Volksrepublik Polen) war ein schlesischer und polnischer Fußballspieler im Mittelfeld.

## Karriere

### Zwischenkriegszeit
Piec wurde als Staatsbürger Preußens geboren. Mit dem Anschluss Ostoberschlesiens an Polen erhielt er die polnische Staatsbürgerschaft, sein Nachname wurde polonisiert. Er spielte bis 1939 für den Verein Naprzód Lipiny.

### Im Zweiten Weltkrieg
Nach dem Ende des Überfall auf Polen wurde Ostoberschlesien wieder in das Deutsche Reich eingegliedert. Der Verein Naprzód Lipiny wurde aufgelöst und als Nachfolger der Club TuS Lipine gegründet. Mit seinem neuen Club TuS Lipine spielte Piec erfolgreich in der Gauliga Oberschlesien und nahm in den Jahren 1942 und 1943 am Wettbewerb um den Tschammerpokal teil, wobei seine Mannschaft im Jahr 1942 erst im Halbfinale gegen den späteren Pokalsieger TSV 1860 München ausschied. Am 19. September 1943 bestritt er kurzfristig für die Breslauer SpVgg 02 im selben Wettbewerb das mit 5:6 verlorene Achtelfinale gegen des späteren Pokalsieger First Vienna FC im Stadion Hohe Warte.

### Nachkriegszeit
In den Jahren 1945 und 1946 war er bei Flota Gdynia (Gdingen) aktiv, bevor er im Jahr 1947 beim AKS Chorzów (Königshütte) seine aktive Karriere beendete.

### Nationalmannschaft
Piec bestritt für die Nationalmannschaft Polens von 1937 – mit Unterbrechung – bis 1947 sechs Länderspiele, in denen er ein Tor erzielte. Für die Weltmeisterschaft 1938 in Frankreich nominiert, wurde er im Turnier jedoch nicht eingesetzt.

#### Länderspielbilanz
|                                 |   |             |                 |
| 12. September 1937 in Warschau  |   |             |                 |
| Polen                           | – | Dänemark    | 3:1 (2:1)       |
| 10. Oktober 1937 in Katowice    |   |             |                 |
| Polen                           | – | Lettland    | 2:1 (0:0) 1 Tor |
| 13. März 1938 in Zürich         |   |             |                 |
| Schweiz                         | – | Polen       | 3:3 (1:1)       |
| 25. September 1938 in Warschau  |   |             |                 |
| Polen                           | – | Jugoslawien | 4:4 (2:1)       |
| 31. August 1947 in Prag         |   |             |                 |
| Tschechoslowakei                | – | Polen       | 6:3 (1:0)       |
| 14. September 1947 in Stockholm |   |             |                 |
| Schweden                        | – | Polen       | 5:4 (3:2)       |

## Sonstiges
Sein Bruder Ryszard Piec (vormals Richard Pietz) war ebenfalls Fußballspieler.